# ليون بانيتا
ليون بانيتا إدوارد هو سياسي أميركي مواليد 28 يونيو 1938 في مونتيري (كاليفورنيا). وكان عضوًا سابقًا في إدارة الرئيس بيل كلينتون، عين المدير العام لوكالة الاستخبارات المركزية (سي آي ايه) في إدارة أوباما من 5 يناير 2009، ثم وزيرا للدفاع في 1 يوليو 2011.

## نشأته ودراسته
وُلد بانيتا في مونتيري بكاليفورنيا ، فوالده هو كارميلو فرانك بانيتا ووالدته كارميلينا ماريا (بروكيلو) ، وهما مهاجران إيطاليان من سيديرنو في كالابريا بإيطاليا. امتلكت عائلة بانيتا مطعمًا بمونتيري في أربعينيات القرن الماضي .

نشأ في منطقة مونتيري ، والتحق بمدرستين كاثوليكية لقواعد اللغة: مدرسة سان كارلوس (مونتيري) ومدرسة جونيبيرو سيرا (الكرمل). التحق بمدرسة مونتيري الثانوية ، وهي مدرسة عامة حيث انخرط في السياسة الطلابية ، وكان عضوًا في صغار رجال الدولة في أمريكا. في صغره ، كان نائب رئيس الهيئة الطلابية ، وبصفته أحد كبار السن ، أصبح رئيسًا لها. في عام 1956 ، التحق بجامعة سانتا كلارا بكاليفورنيا وتخرج بامتياز في عام 1960 بدرجة بكالوريوس الآداب في العلوم السياسية. في عام 1963 ، حصل على دكتوراه في القانون من كلية الحقوق بجامعة سانتا كلارا.
انضم في عام 1964 إلى جيش الولايات المتحدة برتبة ملازم ثان ، حيث عمل ضابطًا في المخابرات العسكرية بالجيش ، وحصل على وسام تكريم الجيش. في عام 1966 ، سُرّح من عمله برتبة ملازم أول.

## نشاطه السياسي
كان عضوًا في الكونغرس الأمريكي ممثلًا لولاية كاليفورنيا في الفترة 1976-1993.
وكان رئيس اركان البيت الأبيض 1994-1997 في إدارة الرئيس بيل كلينتون.
في عام 2006، كان واحدا من لجنة الدراسات الديمقراطية في العراق (لجنة بيكر هاملتون) والمكونة من عشرة أشخاص معينين من قبل الكونغرس في الولايات المتحدة، والمكلفة بتقديم تقييم مستقل حول الوضع في العراق بعد غزو الولايات المتحدة الأمريكية.

## مدير وكالة المخابرات المركزية
رشحه أوباما في 5 يناير 2009 لرئاسة وكالة المخابرات المركزية CIA، وأقسم اليمين في 19 فبراير 2009

## وزير الدفاع
سماه الرئيس أوباما في 28 أبريل 2011 وزيرا للدفاع في الولايات المتحدة كبديلا للمتقاعد روبرت غيتس, وفي 21 يونيو 2011، تمت الموافقة على تعيين بانيتا في منصب وزير الدفاع من قبل مجلس الشيوخ بالإجماع «بتصويت 100 - 0», وحلف اليمين رسميا في 1 يوليو 2011, وترك موقعه كمدير وكالة المخابرات المركزية، واستبدله على رأس وكالة الاستخبارات المركزية الجنرال ديفيد بتريوس.

## روابط خارجية
- ليون بانيتا على موقع IMDb (الإنجليزية)
- ليون بانيتا على موقع الموسوعة البريطانية (الإنجليزية)
- ليون بانيتا على موقع مونزينجر (الألمانية)
- ليون بانيتا على موقع إن إن دي بي (الإنجليزية)